# Alinea
Alinea — рід сцинкоподібних ящірок родини сцинкових (Scincidae). Представники цього роду мешкають на Карибах.

## Види
Рід Alinea нараховує 2 види, один з яких вимер, а другий класифікується як такий, що перебуває на межі зникнення, однак, можливо, також є вимерлим:
- Alinea lanceolata (Cope, 1862)
- †Alinea luciae (Garman, 1887)